# TV3 (Norvège)
Pour les articles homonymes, voir TV3.
TV3 est une chaîne de télévision généraliste norvégienne. Elle appartient à Modern Times Group.

## Histoire
Lors de sa création, TV3 est une chaîne totalement scandinave diffusée sur trois États : au Danemark, en Suède et en Norvège. 
La déclinaison danoise TV3 Danmark est créée le 30 septembre 1990 et quelques mois plus tard, le 1er janvier 1991, c'est au tour de la Suède et la Norvège d'avoir leur propre déclinaison, TV3 Sverige et TV3 Norge.
TV3 (Norvège) obtient 6,9% d'audience en Norvège en juillet 2009.

## Identité visuelle
Depuis août 2011, TV3 Norvège utilise un logo différent de ses consœurs, de couleur jaune.

Logo de TV3 Norge de 2002 à 2009.
Logo de TV3 Norge d'août 2009 à 2011.
Logo de TV3 Norge d'août 2011 à 2016.
Logo de TV3 Norge depuis 2016.

## Programmes
TV3 diffusait du sport jusqu'à la création de sa consœur appartenant au même groupe de télévision Viasat 4.
Les programmes de la chaîne sont :
- Fangene på fortet: Version norvégienne de Fort Boyard